# Primera temporada de Star Trek: Enterprise
La primera temporada de la serie de televisión estadounidense de ciencia ficción Star Trek: Enterprise (entonces titulada simplemente Enterprise), comenzó a transmitirse el 26 de septiembre de 2001 por UPN. La temporada concluyó después de 26 episodios el 22 de mayo de 2002. La serie fue desarrollada por Rick Berman y Brannon Braga, quienes también se desempeñaron como productores ejecutivos. Los miembros habituales del reparto de la primera temporada incluyen a Scott Bakula, Jolene Blalock, Connor Trinneer, Dominic Keating, Linda Park, Anthony Montgomery y John Billingsley.

## Visión general de la historia
Las dos primeras temporadas de Star Trek: Enterprise representan la exploración humana del espacio interestelar por parte de la tripulación de una nave terrestre capaz de ir más lejos y más rápido que cualquier humano antes, debido a la ruptura de la barrera warp, análoga al Bell X-1 rompiendo la barrera del sonido. En los noventa años transcurridos desde Star Trek: Primer Contacto, los vulcanos han estado asesorando y guiando a los humanos, reteniendo sistemáticamente el conocimiento científico en un esfuerzo por mantenerlos contenidos cerca de casa, creyendo que son demasiado impulsivos y emocionalmente dominados para funcionar correctamente en un comunidad interestelar. Cuando el Enterprise finalmente parte, los vulcanos, a menudo representados por T'Pol, están notoriamente cerca. Esto genera cierto conflicto ya que, en varios de los primeros episodios, Archer y otros a menudo se quejan de los métodos poco sutiles de los vulcanos para vigilarlos.
También se exploran más a fondo los primeros encuentros y la cultura histórica de las razas familiares de la franquicia Star Trek, como los vulcanos, los klingon, los andorianos, los ferengi, los nausicaanos y los risanos. La tripulación se enfrenta a situaciones que son familiares para los fanes de Star Trek, pero que no están comprometidas ni fatigadas por la experiencia y las reglas que se han acumulado a lo largo de cientos de años de la tradición y el canon de Trek establecidos en series anteriores de Star Trek. Star Trek: Enterprise se esfuerza por mostrar los orígenes de algunos conceptos que se dan por sentados en el canon de Star Trek, como el desarrollo de campos de fuerza y alertas rojas por parte del teniente Reed, y las preguntas del capitán Archer y el subcomandante T'Pol sobre La interferencia cultural finalmente se resolvió mediante la Primera Directiva de series posteriores.
Un recurso argumental recurrente es la Guerra Fría Temporal, en la que una entidad misteriosa del siglo 27 utiliza el Cabal, un grupo de extraterrestres genéticamente mejorados de la especie Suliban, para manipular la línea de tiempo y cambiar eventos pasados. A veces saboteando la misión del Enterprise y otras salvando la nave de la destrucción, se desconocen los motivos de la entidad. El Agente Daniels, un Agente Temporal del siglo 31 responsable de vigilar la línea temporal, visita ocasionalmente a Archer para ayudarlo a luchar contra los Suliban y deshacer el daño causado por la Guerra Fría Temporal.

## Elenco

### Reparto principal
- Scott Bakula como el capitán Jonathan Archer
- Jolene Blalock como la subcomandante T'Pol
- Connor Trinneer como el comandante Charles "Trip" Tucker III
- Dominic Keating como el teniente Malcolm Reed
- Linda Park como la alférez Hoshi Sato
- Anthony Montgomery como el alférez Travis Mayweather
- John Billingsley como el Doctor Phlox

### Elenco recurrente
- Vaughn Armstrong como el almirante Maxwell Forrest (6 episodios)
- Gary Graham como embajador Soval (2 episodios)
- John Fleck como Silik (3 episodios)
- Jeffrey Combs como el comandante Shran (2 episodios)
- Matt Winston como el agente temporal Daniels (2 episodios)

## Episodios
En la siguiente tabla, los episodios se enumeran según el orden en que se emitieron.

| N.º en serie | N.º en temp. | Título                                            | Dirigido por          | Escrito por                                                                          | Fecha de emisión original | Código de prod. | Audiencia (millones) |
| ------------ | ------------ | ------------------------------------------------- | --------------------- | ------------------------------------------------------------------------------------ | ------------------------- | --------------- | -------------------- |
| 12           | 12           | «Broken Bow» «La primera misión»                  | James L. Conway       | Rick Berman & Brannon Braga                                                          | 26 de septiembre de 2001  | 40358-721       | 12.54                |
| 3            | 3            | «Fight or Flight» «Huir o luchar»                 | Allan Kroeker         | Rick Berman & Brannon Braga                                                          | 3 de octubre de 2001      | 40358-003       | 9.18                 |
| 4            | 4            | «Strange New World» «Un mundo nuevo y extraño»    | David Livingston      | Historia: Rick Berman & Brannon Braga Guión: Mike Sussman & Phyllis Strong           | 10 de octubre de 2001     | 40358-004       | 7.81                 |
| 5            | 5            | «Unexpected» «Algo inesperado»                    | Mike Vejar            | Rick Berman & Brannon Braga                                                          | 17 de octubre de 2001     | 40358-005       | 8.16                 |
| 6            | 6            | «Terra Nova»                                      | LeVar Burton          | Historia: Rick Berman & Brannon Braga Guión: Antoinette Stella                       | 24 de octubre de 2001     | 40358-006       | 8.35                 |
| 7            | 7            | «The Andorian Incident» «El incidente andoriano»  | Roxann Dawson         | Historia: Rick Berman, Brannon Braga & Fred Dekker Guión: Fred Dekker                | 31 de octubre de 2001     | 40358-007       | 7.19                 |
| 8            | 8            | «Breaking the Ice» «Rompiendo el hielo»           | Terry Windell         | Andre Jacquemetton & Maria Jacquemetton                                              | 7 de noviembre de 2001    | 40358-008       | 7.36                 |
| 9            | 9            | «Civilization» «Civilización»                     | Mike Vejar            | Mike Sussman & Phyllis Strong                                                        | 14 de noviembre de 2001   | 40358-009       | 7.14                 |
| 10           | 10           | «Fortunate Son» «El hijo del Fortunate»           | LeVar Burton          | James Duff                                                                           | 21 de noviembre de 2001   | 40358-010       | 6.11                 |
| 11           | 11           | «Cold Front» «La guerra fría»                     | Robert Duncan McNeill | Stephen Beck & Tim Finch                                                             | 28 de noviembre de 2001   | 40358-011       | 7.33                 |
| 12           | 12           | «Silent Enemy» «El enemigo silencioso»            | Winrich Kolbe         | André Bormanis                                                                       | 16 de enero de 2002       | 40358-012       | 6.11                 |
| 13           | 13           | «Dear Doctor» «Querido doctor»                    | James A. Contner      | Andre Jacquemetton & Maria Jacquemetton                                              | 23 de enero de 2002       | 40358-013       | 5.65                 |
| 14           | 14           | «Sleeping Dogs» «El enemigo dormido»              | Les Landau            | Fred Dekker                                                                          | 30 de enero de 2002       | 40358-014       | 6.50                 |
| 15           | 15           | «Shadows of P'Jem» «Ecos de P'Jem»                | Mike Vejar            | Historia: Rick Berman & Brannon Braga Guión: Mike Sussman & Phyllis Strong           | 6 de febrero de 2002      | 40358-015       | 6.05                 |
| 16           | 16           | «Shuttlepod One» «Lanzadera uno»                  | David Livingston      | Rick Berman & Brannon Braga                                                          | 13 de febrero de 2002     | 40358-016       | 5.33                 |
| 17           | 17           | «Fusion» «La fusión»                              | Rob Hedden            | Historia: Rick Berman & Brannon Braga Guión: Mike Sussman & Phyllis Strong           | 27 de febrero de 2002     | 40358-017       | 4.49                 |
| 18           | 18           | «Rogue Planet» «Planeta rebelde»                  | Allan Kroeker         | Historia: Rick Berman, Brannon Braga & Chris Black Guión: Chris Black                | 20 de marzo de 2002       | 40358-018       | 4.69                 |
| 19           | 19           | «Acquisition» «Adquisiciones»                     | James Whitmore Jr.    | Historia: Rick Berman & Brannon Braga Guión: Maria Jacquemetton & Andre Jacquemetton | 27 de marzo de 2002       | 40358-019       | 5.45                 |
| 20           | 20           | «Oasis»                                           | Jim Charleston        | Historia: Rick Berman, Brannon Braga & Stephen Beck Guión: Stephen Beck              | 3 de abril de 2002        | 40358-020       | 5.64                 |
| 21           | 21           | «Detained» «Detenidos»                            | David Livingston      | Historia: Rick Berman & Brannon Braga Guión: Mike Sussman & Phyllis Strong           | 24 de abril de 2002       | 40358-021       | 4.88                 |
| 22           | 22           | «Vox Sola»                                        | Roxann Dawson         | Historia: Rick Berman, Brannon Braga & Fred Dekker Guión: Fred Dekker                | 1 de mayo de 2002         | 40358-022       | 5.40                 |
| 23           | 23           | «Fallen Hero» «Héroes caídos»                     | Patrick Norris        | Historia: Rick Berman, Brannon Braga & Chris Black Guión: Alan Cross                 | 8 de mayo de 2002         | 40358-023       | 5.34                 |
| 24           | 24           | «Desert Crossing» «Encrucijada en el desierto»    | David Straiton        | Historia: Rick Berman & Brannon Braga Guión: André Bormanis                          | 8 de mayo de 2002         | 40358-024       | 4.68                 |
| 25           | 25           | «Two Days and Two Nights» «Dos días y dos noches» | Michael Dorn          | Historia: Rick Berman & Brannon Braga Guión: Chris Black                             | 15 de mayo de 2002        | 40358-025       | 5.26                 |
| 26           | 26           | «Shockwave, Part I» «Ondas de choque: Parte 1»    | Allan Kroeker         | Rick Berman & Brannon Braga                                                          | 22 de mayo de 2002        | 40358-026       | 5.28                 |

## Recepción
Al revisar la primera temporada, DVDVerdict.com describió el programa como "gravemente defectuoso" y señaló una "narración débil". IGN otorgó a la primera temporada de la serie una puntuación de 6 sobre 10, afirmando que "por cada episodio sólido como Dear Doctor... hay un terrible fracaso como Silent Enemy" y atribuyó la disminución de las cifras de audiencia del programa a "principios difíciles". AJ Carson de tvdvdreviews fue más positivo y describió la primera temporada como "defectuosa, pero todavía se encuentra entre las mejores series de ciencia ficción de la televisión". Si bien Carson notó problemas como personajes secundarios "unidimensionales" y una estética visual que estaba en desacuerdo con el lugar de la serie en la cronología de la franquicia, también señaló que "la serie se ve fantástica, su elenco es inmensamente simpático y sus guiones son inteligentes". En su repetición de 2022, Keith DeCandido de Tor.com le dio a la temporada 1 una calificación de 4 sobre 10. Dice que la premisa es buena en teoría, pero en la práctica lo más interesante que hacen con ella es poner a la humanidad en medio del conflicto vulcano-andoriano, y describe gran parte de la temporada como "poco interesante, aburrida y mundana". DeCandido critica el "tema musical de los peores créditos iniciales de Trek" yuxtapuesto con los "créditos iniciales visualmente más emocionantes de Trek".
En 2019, CBR calificó la temporada 1 de Enterprise como la 27.a mejor temporada de todas las temporadas de Star Trek hasta ese momento, ubicándola por debajo de cualquiera de las otras tres temporadas.

### Premios
Dos episodios de la primera temporada de Enterprise ganaron y fueron nominados a varios Emmy Awards. El estreno de la serie "Broken Bow" fue galardonado con un Emmy por "Mejores efectos visuales especiales para una serie" y fue nominado a otras dos categorías, "Mejor edición de sonido para una serie" y "Mejor maquillaje para una serie (prótesis)". Un episodio posterior, "Two Days and Two Nights", ganó en la categoría "Peinado excepcional para una serie".

## Información de los medios
El DVD de la primera temporada fue lanzado el 3 de mayo de 2005, diez días antes de la emisión del episodio final de la serie. Este lanzamiento marcó un par de novedades en los lanzamientos en DVD de la serie de televisión Star Trek. Fue el primero en incluir escenas eliminadas extensas (aunque previamente se habían incluido imágenes cortadas del estreno de Voyager en un largometraje), y fue el primero en incluir tomas descartadas o carretes de bloopers.